# Maillingerstraße (métro de Munich)
Maillingerstraße (en allemand : U-Bahnhof Maillingerstraße) est une station de la ligne U1 du métro de Munich. Elle est située sous la Nymphenburger Straße, entre les intersections avec la Lazarettstraße et avec la Maillingerstraße, dans le secteur de Neuhausen-Nymphenburg, à Munich en Allemagne.
Mise en service en 1983, elle est desservie par les rames des lignes U1 et U7 qui est une ligne d'exploitation de renfort qui circule sur les lignes d'infrastructure UI, U2 et U5.

## Situation sur le réseau

Plan 2020 du métro.

Établie en souterrain, Maillingerstraße' est une station de passage de la ligne U1 du métro de Munich. Elle est située entre la station Rotkreuzplatz, en direction du terminus nord Olympia-Einkaufszentrum, et la station Stiglmaierplatz, en direction du terminus sud Mangfallplatz,.
Elle dispose d'un quai central encadré par les deux voies de la ligne U1. Ces installations sont également desservies par les rames de renfort de la ligne U7 du métro de Munich,.

## Histoire
En 1876, la Maillingerstraße était le terminus de la première ligne du tramway tiré par des chevaux de Munich. Il allait de la Promenadeplatz à la Nymphenburger Straße jusqu'à l'arrêt Burgfrieden-Maillingerstraße.
La station Maillingerstraße est mise en service le 28 mai 1983. Elle est conçue de la même manière que Rotkreuzplatz et Stiglmaierplatz. Les murs de la voie arrière sont constitués de lattes brunes et blanches qui deviennent de plus en plus épaisses. Le sol est pavé d'un motif de galets de l'Isar. Le plafond est équipé de lattes en aluminium et de deux bandes lumineuses. Les piliers au milieu de la plate-forme sont recouverts de tuiles brunes. En 2008, le revêtement des piliers au milieu de la plate-forme est enlevé, car le collage des carreaux de céramique était poreux après 25 années et les carreaux individuels étaient déjà tombés.

## Services aux voyageurs

### Accès et accueil
Établie en souterrain sur un axe nord-ouest sud-est, la station est située sous la Nymphenburger Straße, entre les intersections avec la Lazarettstraße et avec la Maillingerstraße. Au nord-ouest, trois accès donnent sur une mezzanine qui permet de rejoindre le quai central et au sud-est deux accès donnent sur la mezzanine sud-est qui permet également de rejoindre le quai central. ces six accès sont équipés soit d'un unique escalier fixe, soit d'un escalier fixe et d'un escalier mécanique. AU sud-est deux ascenseurs permettent l'accessibilité de la station aux personnes à la mobilité réduite.

### Desserte

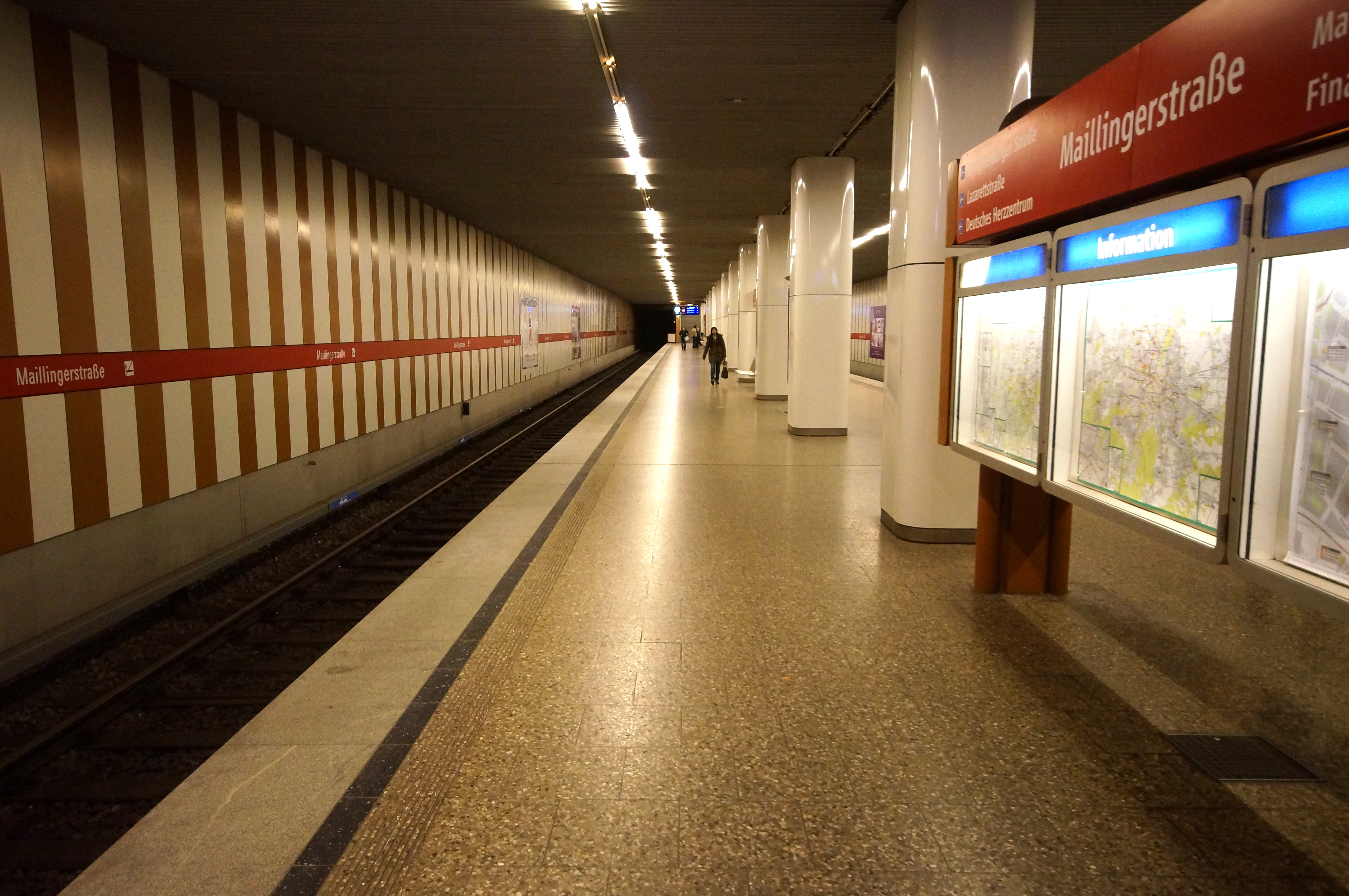
Le quai central de la station

Maillingerstraße (U1/U7) est une station de passage de la ligne U1, desservie par toutes les rames de cette ligne. C'est également une station de passage de la ligne U7, qui fait circuler des rames de quatre voiture pendant les pics de fréquentation. Principalement le matin entre 7h et 9h et l'après-midi entre 15h et 19h, elle ne circule pas pendant les vacances scolaires.

### Intermodalité
Des arrêts de bus sont desservis par la ligne 153 et une station de vélos en location en libre service est établie à proximité des accès nord-ouest.